# Каспшак, Марцин
Марцин Каспшак (иногда Мартин Каспржак, пол. Marcin Kasprzak, 2 ноября 1860, деревня Чолово, провинция Позен, Пруссия — 8 сентября 1905, Варшава, Привислинский край, Российская империя) — польский революционер, член СДПГ, I Пролетариата (один из основателей II Пролетариата), ППС в Пруссии и СДКПиЛ.

## Биография
Сын батрака. В 1885 г., находясь в Берлине, вступил в СДПГ. Вернулся на родину, где стал членом I Пролетариата. Арестован в 1885 г., но в 1887 г. бежал из тюрьмы в Швейцарию. В том же году нелегально прибыл в Варшаву. После разгрома I Пролетариата, в 1888 г. стал одним из организаторов и руководителей II Пролетариата. С 1891 г. находился в эмиграции в Лондоне. В 1893 г. арестован при переходе границы Российской империи. Выйдя из тюрьмы в 1896 г. присоединился к ППС в Пруссии. В 1904 г. вернулся в российскую часть Польши и вступил в СДКПиЛ. 27 апреля 1904 г. во время облавы жандармов на подпольную типографию в Варшаве оказал вооруженное сопротивление, убил четырех полицейских и нескольких ранил. Был приговорен к смертной казни и был повешен 8 сентября 1905 г. в Варшавской крепости.

## Память
С начала 1950-х по 1991 год его имя носил старейший городской парк города Познань. В начале 1960-х в парке установлен памятник, в 1990-е перенес в родную деревню Чолово.